# Zach Gilford
Zach Gilford (Evanston (Illinois), 14 januari 1982) is een Amerikaans acteur.
Gilford is het meest bekend van zijn rol als Matt Saracen in de televisieserie Friday Night Lights waar hij in 62 afleveringen speelde.

## Biografie
Gilford heeft de high school doorlopen aan de Evanston Township High School in zijn geboorteplaats Evanston (Illinois). Hierna ging hij studeren aan de Northwestern-universiteit in Illinois waar hij afstudeerde in theaterwetenschap. Gilford was een reisleider in adventurenreizen in onder andere Californië, Hawaii, Alaska, Oceanië en Brits-Columbia.
Gilford is vanaf 29 december 2012 getrouwd met Kiele Sanchez.

## Filmografie

### Films
Uitgezonderd korte films.
- 2023 Classmates - als professor Walsmith
- 2023 There's Something Wrong with the Children - als Ben
- 2022 The Disappearance of Cari Farver - als Dave Kroupa
- 2019 Emmett - als Gordon
- 2015 Stanistan - als Phillip Guthrie
- 2014 The Purge: Anarchy - als Shane
- 2014 Devil's Due – als Zach McCall
- 2013 The Last Stand – als Jerry Bailey
- 2013 Crazy Kind of Love – als Matthew
- 2012 In Our Nature – als Seth
- 2011 Answers to Nothing – als Evan
- 2010 Super – als Jerry
- 2010 The River Why – als Gus
- 2010 Matadors – als Alex Galloway
- 2009 Post Grad – als Adam Davies
- 2009 Dare – als Johnny Drake
- 2007 Rise: Blood Hunter – als zeeman
- 2006 The Last Winter – als Maxwell McKinder

### Televisieseries
Uitgezonderd eenmalige gastrollen.
- 2022 - 2024 Criminal Minds - als Elias Voit - 18 afl.
- 2023 The Fall of the House of Usher - als jonge Roderick - 8 afl.
- 2022 The Midnight Club - als Mark - 10 afl.
- 2021 Midnight Mass - als Riley Flynn - 7 afl.
- 2018 - 2021 Good Girls - als Gregg - 16 afl.
- 2019 - 2020 L.A.'s Finest - als Ben Walker - 26 afl.
- 2018 - 2019 This Close - als Danny - 8 afl.
- 2019 L.A.'s Finest: Behind the Scenes Extras - als Ben Walker - 5 afl.
- 2017 Lifeline - als Conner Hooks - 8 afl.
- 2017 Kingdom - als Tim - 2 afl.
- 2016 The Family - als Danny Warren - 12 afl.
- 2012 – 2013 The Mob Doctor – als dr. Brett Robinson – 13 afl.
- 2011 Off the Map – als Dr. Tommy Fuller – 13 afl.
- 2006 – 2011 Friday Night Lights - als Matt Saracen – 62 afl.

- Biblioteca Nacional de España: XX5426975
- Bibliothèque nationale de France: cb16923778j (data)
- Gemeinsame Normdatei: 1120444888
- International Standard Name Identifier: 0000 0000 4544 1863
- Library of Congress Control Number: no2008070327
- Virtual International Authority File: 12117372
- WorldCat: E39PBJcWq9HvKHjrJVGMdqfXh3